# Sædís Rún Heiðarsdóttir
Sædís Rún Heiðarsdóttir (16 september 2004) is een voetbalspeelster uit IJsland. Ze speelt als middenvelder voor Vålerenga IF in de Toppserien.

## Clubcarrière
Heiðarsdóttir maakte voor Stjarnan FC haar debuut in de Úrvalsdeild, het hoogste vrouwenvoetbalniveau van IJsland. In haar derde seizoen eindigde ze met deze club op de tweede plaats in deze competitie. Ook kwam ze uit in de kwalificaties voor het Champions League 2023/24, waar ze op Sportpark Schreurserve in Enschede verliest van het Spaanse Levante UD. Mede door een benutte penalty in de beslissende penaltyreeks wordt de verliezersronde tegen SK Sturm Graz wel winnend afgesloten.
Voorafgaand aan het seizoen 2024, maakte Heiðarsdóttir de overstap naar het Noorse Vålerenga IF. Met deze club kwam ze in het seizoen 2024/25 uit in de groepsfase van de Champions League. Daarnaast wist Heiðarsdóttir in haar debuutseizoen direct landskampioen van de Toppserien te worden.

## Statistieken
| Seizoen | Club         | Land      | Competitie  | Wedstrijden | Doelpunten |
| ------- | ------------ | --------- | ----------- | ----------- | ---------- |
| 2020    | Stjarnan FC  | IJsland   | Úrvalsdeild | 13          | 0          |
| 2021    | Stjarnan FC  | IJsland   | Úrvalsdeild | 18          | 0          |
| 2022    | Stjarnan FC  | IJsland   | Úrvalsdeild | 17          | 0          |
| 2023    | Stjarnan FC  | IJsland   | Úrvalsdeild | 23          | 3          |
| 2024    | Vålerenga IF | Noorwegen | Toppserien  | 16          | 4          |
| 2025    | Vålerenga IF | Noorwegen | Toppserien  | 1           | 1          |
| Totaal  | Totaal       | Totaal    | Totaal      | 88          | 8          |

Laatste update: 28 maart 2025

## Interlandcarrière
Heiðarsdóttir maakte haar debuut voor het Heiðarsdóttir op 26 september 2023 in een Nations Leaguewedstrijd tegen Duitsland in Bochum door in de 69ste minuut in te vallen voor Sandra Jessen. Op 27 oktober 2023 stond ze voor het eerst in de basiself van IJsland in een wedstrijd tegen Denemarken.